# Spurius Oppius Cornicen
Spurius Oppius Cornicen est un homme politique de la République romaine, membre du second collège décemviral entre 450 et 449 av. J.-C.

## Famille
Il est membre de la gens Oppia. Selon Denys d'Halicarnasse, il est plébéien,.

## Biographie
Spurius Oppius Cornicen est un des dix membres du second collège décemviral, présidé par Appius Claudius Sabinus et élu pour achever la rédaction de la Loi des Douze Tables, premier corps de loi rédigé du droit romain. Ce second collège semble être constitué à parts égales de plébéiens, dont Spurius Oppius, et de patriciens. A l'instigation de Sabinus, les décemvirs se maintiennent au pouvoir illégalement l'année suivante, refusant de procéder à l'élection de consuls,.
Cette année-là, une guerre éclate avec les Sabins installés dans Eretum et les Èques qui campent sur le mont Algide. Les troupes romaines sont divisées en deux armées commandées par quatre décemvirs chacune afin de combattre sur les deux fronts. Pendant ce temps, Appius Claudius Sabinus et Spurius Oppius Cornicen restent à Rome pour assurer la défense de la ville,,.
Les deux armées romaines sont tenues en échec sur chaque front et se replient respectivement entre Fidènes et Crustumerium et sur Tusculum. Le meurtre du soldat Lucius Siccius Dentatus, ancien tribun de la plèbe et farouche opposant aux patriciens, et le procès en liberté intenté par Sabinus contre Verginia puis le meurtre de cette dernière par son propre père précipite les évènements. Les soldats des deux armées se mutinent et élisent vingt tribuns militaires pour prendre le commandement à la place des décemvirs. Les troupes retournent vers Rome et s'installent sur l'Aventin puis sur le mont Sacré. Sous la pression des soldats et des plébéiens, les décemvirs démissionnent. Appius Claudius Sabinus et Spurius Oppius Cornicen, restés à Rome, sont emprisonnés tandis que les huit autres décemvirs partent en exil,,.
Un collège de tribuns de la plèbe est élu pour rétablir les anciennes magistratures. Le tribun Publius Numitorius poursuit Spurius Oppius en justice,, mais ce dernier se suicide avant son procès, à l'instar d'Appius Claudius Sabinus.

### Auteurs antiques
- Tite-Live, Histoire romaine [détail des éditions] [lire en ligne]
- Denys d'Halicarnasse, Antiquités romaines [détail des éditions] [lire en ligne]

### Auteurs modernes
- (en) T. Robert S. Broughton, The Magistrates of the Roman Republic : Volume I, 509 B.C. - 100 B.C., New York, The American Philological Association, coll. « Philological Monographs, number XV, volume I », 1951, 578 p.
- (fr) Janine Cels-Saint-Hilaire, La République des tribus : Du droit de vote et de ses enjeux aux débuts de la République romaine (495-300 av. J.-C.), Toulouse, Presses universitaires du Mirail, coll. « Tempus », 1995, 381 p. (ISBN 2-85816-262-X, lire en ligne)